# Advanced Audio Coding
Advanced Audio Coding (AAC) è un formato di compressione audio digitale lossy creato da un consorzio di aziende e dichiarato standard da MPEG nel 1997. Incluso sia in MPEG-2 che in MPEG-4, AAC è stato progettato per essere il successore del formato MP3 allo scopo di fornire una migliore qualità audio a parità di fattore di compressione rispetto al predecessore.

## Caratteristiche
L'AAC supporta 48 canali audio con campionamento fino a 96 kHz in uno stream, più 16 canali per gli effetti in bassa frequenza (LFE, limitati a 120 Hz) e commento audio. L'AAC usa una codifica percettiva; per la compressione del segnale audio, utilizza il modello psicoacustico e tecniche di codifica a bitrate costante (CBR) o variabile (VBR).

### Profili
AAC adotta un approccio modulare per la codifica. A seconda della complessità del flusso di bit da codificare, dalle prestazioni e dall'output desiderato, possono venire implementati profili per definire l'insieme di strumenti da utilizzare in una particolare applicazione.
Lo standard MPEG-2 Part 7 (AAC) pubblicato nel 1997 offre tre profili predefiniti:
- AAC LC (Low Complexity): il più semplice, più utilizzato e supportato, viene usato quando si hanno scarse risorse a disposizione e con bassi bitrate per codificare l'audio;
- AAC (main): viene usato quando si hanno a disposizione capacità di elaborazione elevate, fa uso di tutte le funzioni del codificatore;
- AAC SSR (Scalable Sample Rate): utilizzabile solo con audio stereo, impedisce l'uso dell'audio multicanale e il temporal noise shaping.[3]

## Utilizzo
AAC è stato standardizzato da ISO e IEC nell'ambito delle specifiche MPEG-2 e MPEG-4. Una parte di AAC, noto come High Efficiency Advanced Audio Coding (HE-AAC), fa parte del MPEG-4 Audio ed è stato adottato come standard per alcune radio digitali, per esempio DAB+ e Digital Radio Mondiale, e negli standard televisivi DVB-H e ATSC-M/H.
AAC, oltre che per lo streaming radio, è il formato audio standard per YouTube, iPhone, iPod e iPad, Nintendo DSi, Nintendo 3DS, iTunes, PlayStation 3 e vari telefoni Nokia Serie 40. Esso è anche supportato su PlayStation Vita, Wii, su smartphone Android e molti altri.
Apple, oltre al formato ALAC, per vendere musica attraverso il proprio negozio di musica on-line iTunes Store, dal 2003 usava una variante dell'AAC che gestiva i diritti d'autore DRM (AAC Protected) con compressione a 128 kb/s, e successivamente una versione senza protezione (AAC Plus) con compressione a 256 kb/s.

## Licenze e brevetti
Per distribuire contenuti in formato AAC non è richiesta alcuna licenza. Rispetto al suo predecessore MP3, questo potrebbe rendere AAC un formato più attraente per distribuire contenuti, in particolare per lo streaming; tuttavia è richiesta una licenza di brevetto per tutti i produttori o sviluppatori di codec AAC. Per questo motivo, al fine di evitare la violazione del brevetto, le implementazioni libere e open source (per esempio FFmpeg) possono essere distribuite solo in forma di sorgenti.